# 民視台灣台
民視台灣台是民間全民電視公司（民視）旗下的無線數位電視頻道，於2010年10月7日開播，原名為「民視HD台」、「民視四季台」，2016年11月7日改為現名至今。

## 歷史

### 民視HD台時期
2010年10月7日，民視HD台隨著2010年美國職棒大聯盟季後賽開播。

由於缺乏資金升級製播系統，開播初期以非常態轉播美國職棒大聯盟及其他體育賽事為主（轉播權利金低於自製費用，此時當有節目播出時，台灣交通電視台會停止播出），其餘時段則以字卡標示。

2012年7月28日至2012年8月13日期間，以高畫質轉播2012倫敦奧運。

2012年8月13日上午，轉播完2012倫敦奧運閉幕典禮後，開始聯播民視無線台的節目。至2014年12月29日02:30收播後，原民視HD台的對外播出訊號被民視四季台的訊號取代。
民視HD台在民視內部持續進行至2015年6月3日，之後再次對各有線電視業者送出訊號，以取代數位有線電視上民視主頻的標準畫質訊號。

### 民視四季台時期
2014年12月29日，改名為四季高畫質電視台，播出節目內容除其他頻道節目精選外，也有部分該頻道自製節目和大型活動及體育賽事的現場直播。
每週一02:30~06:00收播（和無線台同步），當四季台要播放沒有MOD及網路播放權的節目時，訊號改為播放新聞台的節目。
2016年5月17日，四季台正式跨入數位有線電視平台，部分數位有線電視以HD高畫質播出（但少數有線電視系統業者以SD畫質播出）。
2016年7月6日起，因原住民族電視台於無線數位電視播出，無線數位頻道號碼（遙控器號碼）從第11頻道改為第10頻道。
2016年8月29日起，民視四季台改為24小時播出，是民視第三個24小時全日播放的無線電視頻道。

### 民視台灣台
2016年10月26日，國家通訊傳播委員會第720次委員會議通過民視四季台更名為民視台灣台營運計畫變更。
2016年11月7日，民視四季台再次更名為民視台灣台，無線數位電視仍為HD高畫質播出，節目安排上亦沒有異動。
2019年，大部分有線系統台陸續將民視台灣台定頻到152頻道。

## 節目
民視HD台開播初期，以美國職業棒球大聯盟及其他體育賽事為主，其餘時段則以字卡標示。2012年8月13日，轉播完2012倫敦奧運閉幕典禮後，開始聯播民視無線台的節目。部分節目若有高畫質片源時將以高畫質播出，並於民視無線台打上「HD高畫質播出」的字樣；其餘時段則為主頻畫面經升頻處理後播出。
2014年12月29日，改名為民視四季台，除了HD台時期少數部分節目繼續播出之外，其他時段則會播出民視交通台的節目及聯播民視新聞台各節新聞及節目。
2016年11月7日起再次更名為民視台灣台，目前此頻道以政論節目為主。其他時段則會播出其他頻道的精選節目並聯播新聞台各節新聞。
目前有以高畫質播出的節目：

### 新聞節目
播出中
- 民視晨間新聞
- 民視體育新聞
- 民視晚間台語新聞
- 民視晚間新聞搶先報
- 民視晚間新聞
- 民視英語新聞
- 民視夜線新聞
- 台灣演義
- 新聞觀測站
- 台灣最前線
- 民視午夜新聞
- 民視午間新聞
- 民視國際新聞
- 民視全球新聞
- 民視台語新聞
- 台灣向前行
- 世界大舞台
- 全球看民視
- 財經週末趴、 財經周日趴
- 全國第一勇
- 民視異言堂

已停播
- 財經火線論壇
- 一週台灣廣場
- 民視九點新聞
- 民視十點台語新聞
- 民視異言堂
- 民視無線午間新聞
- 九點不一樣
- 頭家來開講
- 民視九點晚間新聞
- 民視十點晚間新聞
- 國會最前線
- 新聞大解讀
- 國會現場
- 民視台灣台午間新聞（台語）
- 民視八點晨間新聞
- 辣新聞152
- 挑戰新聞

### 戲劇節目
播出中
已下檔
- S.O.P女王
- 美人龍湯
- 原來是美男
- 天龍傳奇
- 我愛你愛你愛我
- 愛情ATM
- 風水世家（2012年12月17日第110集起）
- 真愛配方
- 你照亮我星球
- 龍飛鳳舞
- 廉政英雄（2012年12月21日第65回起）
- 嫁妝
- 原來愛·就是甜蜜
- 星座愛情牡羊女
- 新娘嫁到
- 星座愛情獅子女
- 星座愛情雙魚女
- 阿不拉的三個女人
- 春花望露

### 綜藝節目
播出中
已停播
- 舞力全開（2013年1月2日起）
- 三星報囍
- 流行新勢力
- 我要登峰造極
- 明日之星Super Star（2013年1月5日起）
- 綜藝大集合（2013年9月1日起）
- 美鳳有約

### 兒少節目
播出中
已停播
- 快樂孩子王
- 快樂來運動

### 資訊節目
播出中
- 科學新發現
- Go Go 捷運
- Go Go Taiwan
- 青春異言堂
- 民視台灣學堂
- 電影情報讚
- 一起來運動
- 夜深人未靜

已停播
- 豐部落
- 美食情報讚
- 消費高手
- 活力天天樂
- 元氣加油站
- 音樂情報讚
- 非Young不可
- 點心趴趴GO
- 用點心做點心
- 型男好生活
- 好食好事

## 外部連結
- 民視 （页面存档备份，存于）
- 317 民視台灣台 - 中華電信 MOD 網站 （页面存档备份，存于）